# Флаг Нортамберленда
Флаг Нортамберленда — флаг совета графства Нортамберленд. Он также представляет нынешнее графство в целом, а неофициально — весь Нортамберленд в его исторических границах.
Дизайн флага полностью повторяет герб совета графства, утверждённый в 1951 году. Герб описывается как пересечение восьми зубчатых пересекаемых золотых полос и червленей. Цвета флага — красный и жёлтый. Флаг Нортамберленда ассоциируется с англосаксонским королевством Берниция, исходя из описания банера на надгробии короля Освальда, данного историком VIII века Бедой Достопочтенным. Флаг всегда должен быть повешен золотой полосой к навершию.
В ноябре 1995 года совета графства согласился предоставить право использовать свой флаг повсеместно в графстве. В 2000 году представитель совета графства заявил, что «флаг должен быть по праву повешен только в границах графства Нортамберленд».

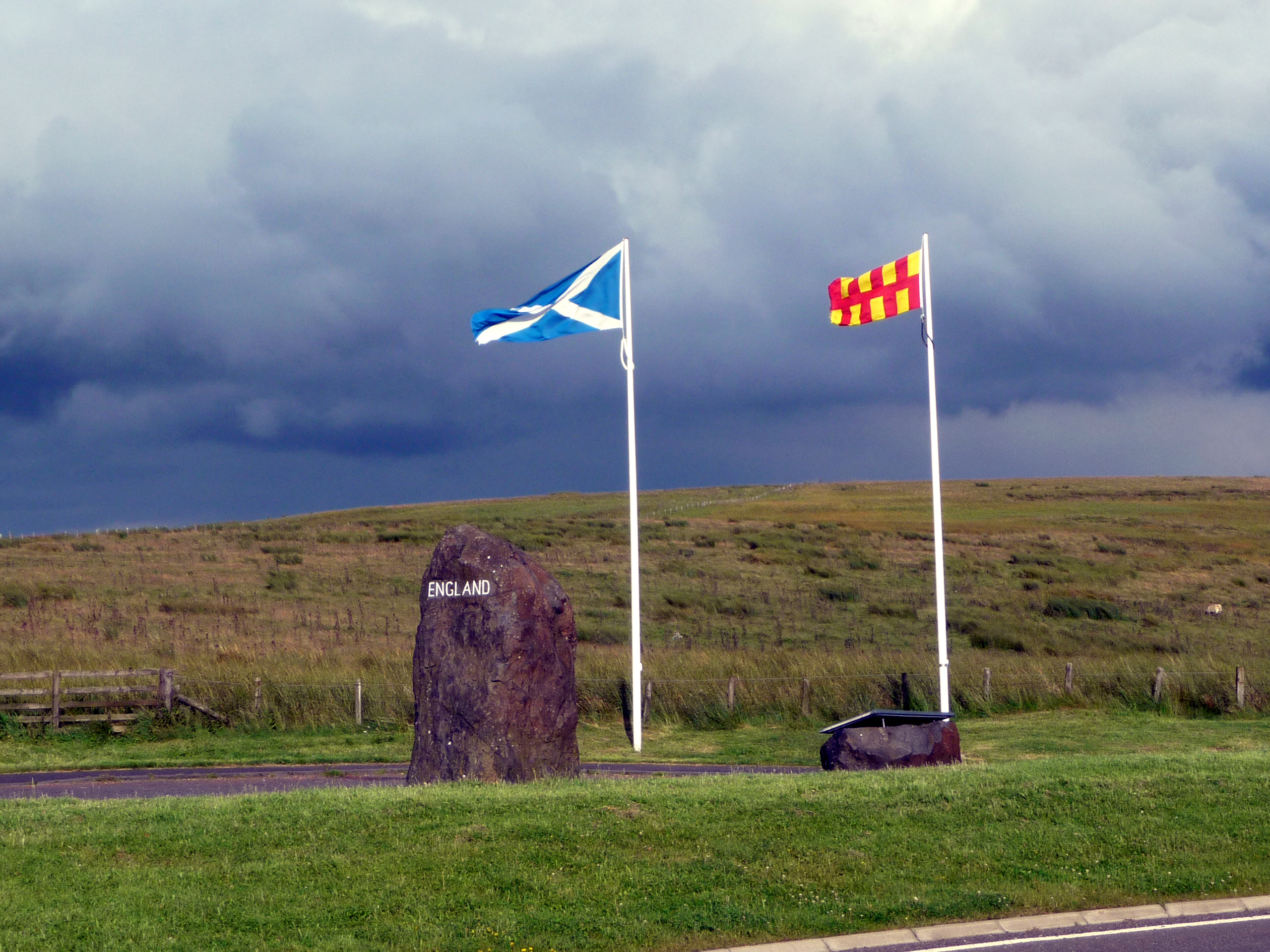
Флаги Шотландии и Нортамберленда в Картер Баре.

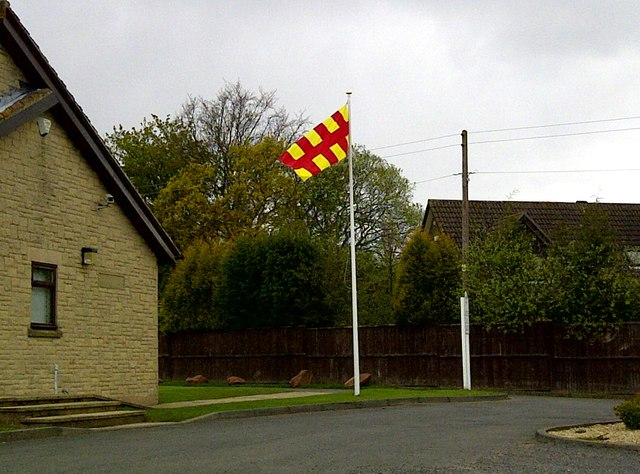
Флаг, развевающийся в Ньютон-он-Те-Муре.

Институт флага, вексиллологическая организация, включила данный флаг в реестр флагов и рассматривает его в качестве флага всего исторического Нортамберленда, включая нынешнее графство Тайн-энд-Уир.